# Bulbophyllum corythium
Bulbophyllum corythium é uma espécie de orquídea (família Orchidaceae) pertencente ao gênero Bulbophyllum. Foi descrita por Nicolas Hallé em 1981.